# 北洋参谋学堂
北洋陆军参谋学堂，也称“参谋速成学堂”，隶属北洋军政司参谋处，是专门培训军事参谋的地方。

## 历史
1902年6月对社会招生开学。是北洋陆军各学堂第一次对社会公开招考。1902年7月在保定总督署西侧练官营院内开办，隶属北洋军政司参谋处，总办段祺瑞，学期8个月，每期额定学员160人。

## 知名校友
- 张联棻，北洋策威将军
- 师景云，北洋陆军中将、国民政府陆军中将
- 杨文凯，北京政府陆军上将
- 熊炳琦，曾任陆军大学校长，北洋昌威将军，中将军衔
- 吴新田，北洋藩威将军，陆军中将
- 靳云鹏，北洋泰武将军，1919年出任北京政府陆军总长，9月任国务总理
- 靳云鹗，北伐战争后国民革命军第二集团军第二方面军总司令，军事参议院上将参议
- 陈调元，国民政府军事参议院院长，二级上将。
- 段之荣